# 卡斯蒂永 (卡尔瓦多斯省)
卡斯蒂永（法語：Castillon，法語：[kastijɔ̃] ⓘ）是法国卡尔瓦多斯省的一个市镇，属于巴约区。

## 地理
卡斯蒂永（49°12'11"N, 0°47'50"W）面积11.02 平方千米，位于法国诺曼底大区卡爾瓦多斯省，该省份为法国西北部沿海省份，北濒大西洋英吉利海峡，东北与滨海塞纳省以海上边界相接，东临厄尔省，南至奧恩省，西与芒什省接壤。
与卡斯蒂永接壤的市镇（或旧市镇、城区）包括：卡阿尼奥勒、诺龙拉波特里、普朗克里、圣保罗迪韦尔奈、勒特龙凯、德龙河畔巴勒鲁瓦。

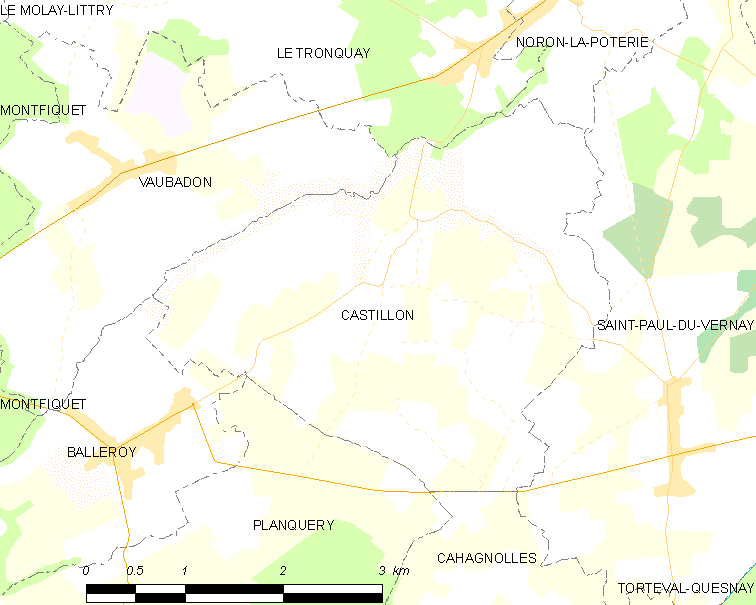
的OSM定位图

卡斯蒂永的时区为UTC+01:00、UTC+02:00（夏令时）。

## 行政
卡斯蒂永的邮政编码为14490，INSEE市镇编码为14140。

## 政治
卡斯蒂永所属的省级选区为特雷维耶尔县。

## 人口

1962-2008年间人口变化图示

卡斯蒂永于2022年1月1日时的人口数量为368人。